# Choulex

Choulex é uma comuna suíça do Cantão de Genebra que fica rodeada por Vandoeuvres, Collonge-Bellerive, Meinier, Presinge e Puplinge.
Segundo o Departamento Federal de Estatísticas Choulex ocupa uma superfície de 3.91 km2 e dos quais 15 % são ocupados pela habitação  e mais de 73 % são agrícolas. Com 1 068 em 2008 tem uma densidade de 273.1 hab/km2 e tem tido uma progressão muito reduzida pois duplicou entre 1960 e 1990 passado de 462 a 799 habitantes.